# بيبوري (استديو)
استوديو بيبوري (باليابانية: 合同会社バイブリーアニメーションスタジオ، بالروماجي: Gōdōkaisha baiburī animēshon sutajio) هو استوديو رسوم متحركة ياباني، تأسس في 1 مايو عام 2017، ويقع مقره في ميتاكا في طوكيو.

## أعمال الاستوديو

### مسلسلات أنمي تلفزيونية
| العنوان                  | المخرج | تاريخ بداية العرض | تاريخ نهاية العرض | عدد الحلقات | المراجع |
| ------------------------ | ------ | ----------------- | ----------------- | ----------- | ------- |
| أزور لين: ذا أنيميشن     | تينشو  | 3 أكتوبر 2019     | 20 مارس 2020      | 12          | [ 2 ]   |
| التوأم الخماسي المتماثل∬ | كاوري  | 8 يناير 2021      | 26 مارس 2021      | 12          | [ 3 ]   |

### الأفلام
| العنوان                                          | المخرج | تاريخ العرض    | المراجع |
| ------------------------------------------------ | ------ | -------------- | ------- |
| Grisaia: Phantom Trigger the Animation           | تينشو  | 15 مارس 2019   | [ 4 ]   |
| Grisaia: Phantom Trigger the Animation Stargazer | تينشو  | 27 نوفمبر 2020 | [ 5 ]   |

## وصلات خارجية
- الموقع الرسمي باللغة اليابانية
- بيبوري (استديو) على موقع IMDb (الإنجليزية)
- بيبوري (استديو) على موقع ANN company (الإنجليزية)